# Partido Whig (Estados Unidos)

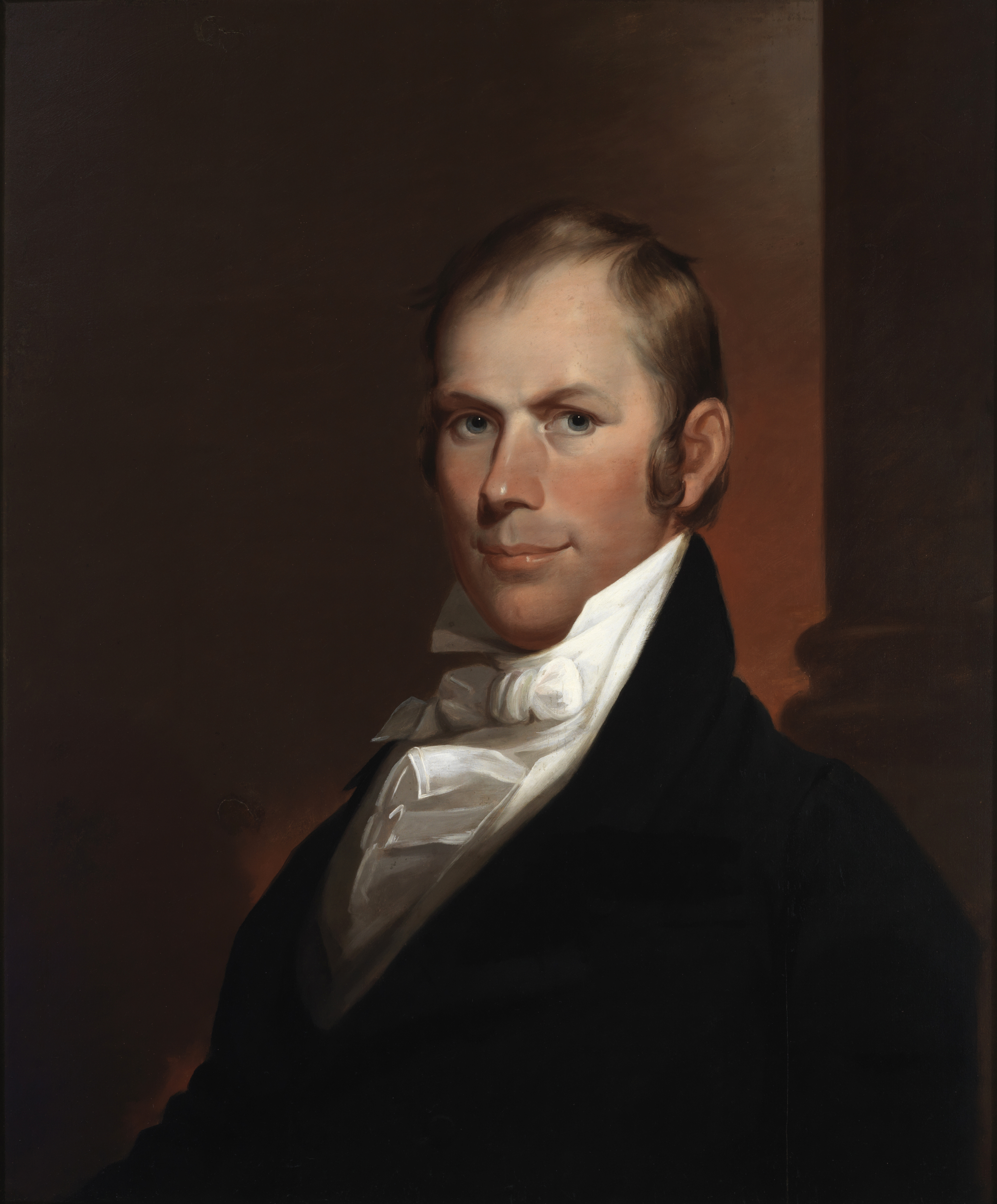
Henry Clay, fundador do partido

O Partido Whig (Whig Party, em inglês) foi um partido político norte-americano fundado pelo político e advogado Henry Clay, durante a era da "democracia Jacksoniana". Fundado entre 1833 e 1834, o partido formou-se em oposição às políticas do presidente Andrew Jackson e ao Partido Democrata. O partido dissolveu-se em 1856, seus quadros foram em sua maior parte absorvidos pelo Partido Republicano, porém algumas facções ainda atuaram até 1860.
A ideologia política do partido baseava-se no protecionismo e na modernização. O partido recebeu essa denominação em analogia aos Whigs britânicos, que se opuseram ao poder real durante a Restauração inglesa.

## Presidentes dos Estados Unidos pelo Partido Whig
Os presidentes dos Estados Unidos eleitos pelo partido Whig e respectivas datas no cargo foram os seguintes:
1. William Henry Harrison (1841)[1]
2. John Tyler (1841-1845)[nota 1][2]
3. Zachary Taylor (1849-1850)[3]
4. Millard Fillmore (1850-1853)